# Стреза
Стреза (итал. и пьем. Stresa) — коммуна в Италии, располагается в регионе Пьемонт, в провинции Вербано-Кузьо-Оссола.
Население составляет 5155 человек (2008 г.), плотность населения — 155 чел./км². Занимает площадь 33 км². Почтовый индекс — 28838. Телефонный код — 0323.
Покровителем коммуны почитается святой Амвросий Медиоланский, празднование 7 декабря.
Вошла в историю как место проведения в 1935 году Стрезской конференции (породившей термин «Фронт Стрезы»).
В 1951 году Стрезе было заключено Стрезское соглашение (фр.) — международное соглашение о названиях сыров.

## Демография
Динамика населения:

## Администрация коммуны
- Официальный сайт: http://www.comune.stresa.vb.it/